# The Screen Tones
The Screen Tones（ザ・スクリーントーンズ）は、テレビ東京系ドラマ『孤独のグルメ』の音楽制作のため、原作者である久住昌之を中心に集まった音楽制作家集団である。
2011年結成。『孤独のグルメ』全シーズンにわたり、音楽を手掛けている。

## メンバー
- 久住昌之 （くすみ まさゆき） - ボーカル、ギター、ウクレレ
- フクムラサトシ - サックス、リコーダー
- 河野文彦 （こうの ふみひこ） - ギター
- Shake （しゃけ）- キーボード (楽器)
- 栗木健 （くりき けん） - ドラム、パーカッション

## ディスコグラフィ

### 孤独のグルメ　オリジナルサウンドトラック
- 「孤独のグルメ　オリジナルサウンドトラック」（2012/05/20 CHITEI RECORDS B54F）
- 「孤独のグルメ Season2　オリジナルサウンドトラック」（2013/04/27 CHITEI RECORDS B56F）
- 「孤独のグルメ Season3　オリジナルサウンドトラック」（2014/01/19 CHITEI RECORDS B57F）
- 「孤独のグルメ Season4　オリジナルサウンドトラック」（2015/01/25 CHITEI RECORDS B60F）
- 「孤独のグルメ Season5　オリジナルサウンドトラック」（2016/04/24 CHITEI RECORDS B65F）
- 「孤独のグルメ Season6　オリジナルサウンドトラック」（2018/02/25 CHITEI RECORDS B77F）
- 「孤独のグルメ Season7　オリジナルサウンドトラック」（2019/04/21 CHITEI RECORDS B85F）
- 「孤独のグルメ Season8　オリジナルサウンドトラック」（2020/04/19 CHITEI RECORDS B92F）

- 「昼のセント酒」（2016/08/21 CHITEI RECORDS B69F）